# Flores Athletic Club

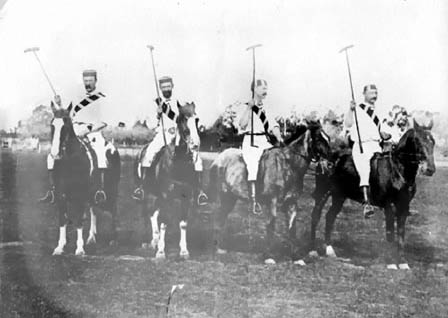
Poloteam in 1899.

Flores Athletic Club was een Argentijnse voetbalclub uit Flores, een stadsdeel van de hoofdstad Buenos Aires. De club was actief in voetbal, rugby union en polo.
De club werd voor het eerst genoemd in de Engelstalige krant The Standard op 15 januari 1893, waarin verwezen werd naar een cricketwedstrijd tegen Buenos Ayres al Rosario Railway. Hierdoor is het aannemelijk dat de club ergens in 1892 of begin 1893 opgericht werd. In 1894 werd ze kampioen bij het polo spelen. 
Flores had ook een voetbalafdeling die in 1893 bij het tweede seizoen van de competitie aantrad. In het eerste seizoen eindigde de club op de tweede plaats achter Lomas Athletic Club. Na twee derde plaatsen werd de club opnieuw tweede in 1896. Na het volgende seizoen trok de club zich terug uit de competitie. 
Op 19 juli 896 speelde de club ook de eerste rugbywedstrijd, tegen Buenos Aires FC. In 1907 verkocht de club een deel van de accommodatie aan Ferro Carril Oeste. Er wordt verondersteld dat ze kort daarop is ontbonden. 